# Château-Guillaume
Ne doit pas être confondu avec Château de Guillaumes.
Château-Guillaume est une ancienne commune française, située dans le département de l'Indre, qui tient son nom du château Guillaume. Elle a été rattachée à Lignac en 1819.
Au cours de la Révolution française, la commune de Château-Guillaume porta le nom de Guillaume-Tell.

## Description
Construit entre 1087 et 1112 par Guillaume IX d'Aquitaine
Il se situe dans la vallée de l'Allemette, une petite rivière du val d'Anglin.
Son donjon a été agrandi au XIIIe siècle par son fils Guillaume X d'Aquitaine.
Au XIVe siècle, le vieux donjon roman se voit encadré par quatre grosses tours cylindriques et est couronné de mâchicoulis.
Le château, démantelé sous Richelieu, a été classé au titre des monuments historiques par la liste de 1862 et restauré par un disciple de Viollet-le-Duc.

## Histoire

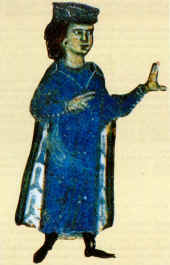
« Guillaume IX le Troubadour » bâtisseur de Château-Guillaume.

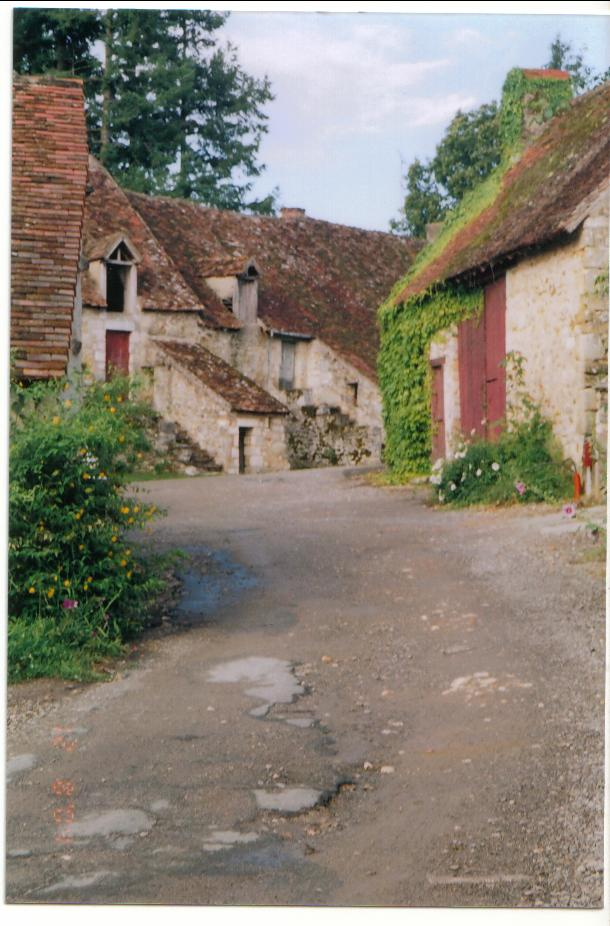
Le hameau de Château-Guillaume en 2006.

### Famille d'Aquitaine
Le château tire son nom de son constructeur, Guillaume IX, le « duc Troubadour », chantre de l'amour courtois. Construit entre 1087 et 1112, il se situe dans la vallée de l'Allemette, une petite rivière du val d'Anglin.
Il appartient au XIIe siècle à son fils, Guillaume X, duc d'Aquitaine, père d'Aliénor d'Aquitaine.

### Famille de La Trémoille
- Mathilde de Château-Guillaume, est peut-être une descendante de Guillaume d'Aquitaine. Elle épouse vers 1200 Humbert de La Trémoille, seigneur de La Trémoïlle et de Lussac, auquel elle apporte Château-Guillaume[6]. Ils ont cinq fils : Guillaume, Audebert III, Amiel, Guillebaud et Guy.
- 'Amiel III de La Trémoille, seigneur de Lussac et de Château-Guillaume, sénéchal de La Marche, a pour femme Hermine qui lui donne pour enfants : Guy, Pierre et Guillaume.
- Guy II de la Trémoïlle a trois enfants : Anise mariée à Hugues III de Lezay, Guy qui suit, et Geoffroy, seigneur de Bois-de-la-Carte :
- Guy III de La Trémoille, seigneur de Château Guillaume et de Rochefort a pour fils :
- Guy IV de La Trémoille (+ 1360) marié à Alix de Vouhec, dame de Vouhec et de Fontmorand, a pour fils Guy et Guillaume, seigneur de Rochefort :
- Guy V de La Trémoille, grand pannetier de France, seigneur de Château-Guillaume, marié à Radegonde de Guéna, dame de Rhodes, laisse quatre fils :
  - Guy de La Trémoïlle, qui suit,
  - Guillaume, seigneur d'Antigny, marié à Marie de Mello,
  - Pierre baron de Dours, et Jean, chevalier de la Toison d'Or, marié à Jeanne de Saint-Pol-Luxembourg.
- Guy VI de La Trémoille (1346-1398) est chambellan du roi François Ier et grand-chambellan du duc de Bourgogne, seigneur de La Pruignes et de Château-Guillaume dont les capitaines sont en 1397 Guillaume Maistrier et son neveu[6]. Il épouse en 1382 Marie de Sully, fille de Louis de Sully (+1382) et d'Isabelle de Craon, veuve de Charles de Berry[6], qui lui apporte Sully-sur-Loire et lui donne cinq enfants :
  - Jean de La Trémoille (°1377), seigneur de Jonvelle, chevalier de la Toison d'or, marié avec Jacqueline d'Amboise qui ne lui donne qu'une fille mariée avec Claude Gouffier, grand écuyer de France,
  - Georges de La Trémoille, qui suit,
  - Marguerite de La Trémoille mariée en 1412 à Renaud sire de Pons (1343-1427), vicomte de Carlat et en partie de Turenne, seigneur de Marennes, d'Oléron, etc.
  - Isabeau de La Trémoille, mariée à Pierre de Tourzel, seigneur d'Allègre.
  - Marie de la Trémoille.
- Georges de La Trémoille, baron de Sully-sur-Loire, vicomte de Thouars, est ministre des rois Charles VI et Charles VII, surintendant des finances, marié en 1416 à Jeanne, comtesse d'Auvergne, puis en secondes noces avec Catherine de l'Isle-Bouchard qui lui donne trois fils et une fille[6] :
  - Jean de La Trémoille,
  - Louise de La Trémoïlle mariée en 1444 avec Bertrand de La Tour, comte d'Auvergne
  - Louis de La Trémoille, qui suit.
  - Louis de La Trémoïlle (1431-1483), comte de Guines, de Benon, seigneur de Château-Guillaume, épouse en 1446 à Poitiers Marguerite d'Amboise, fille de Louis, vicomte de Thouars et de Marie de Rieux. Ils ont sept enfants dont :
- Georges II de La Trémoïlle (ca1455-1526), seigneur de Jonvelle et de Dracy, de Château-Guillaume, chambellan de Louis XII et de François Ier, lieutenant-général de Bourgogne, qui épouse en 1508 Madelaine d'Azay, dame de Courcelles-de-Touraine, fille de François d'Azay, seigneur d'Entraigues. ils ne laissent qu'une seule fille :
- Jacquelines de Trémouïlle (1510-1544).

### Famille Gouffier
- Jacqueline de La Trémoïlle est dame de Château-Guilaume qu'elle apporte par mariage en 1526 à Claude Gouffier, duc de Roannais, marquis de Boissy, grand écuyer, fils d'Arthus Gouffier et d'Hélaine de Hangest, dame de Magny. La même année, ils font couvrir d'un toit le donjon et la tour de La Trémouille et habitent dans un appartement nouvellement aménagé. Ils ont une fille :
- Claude Gouffier, dame d'honneur de Catherine de Médicis, dame de Château-Guillaume, épouse en 1549 Léonor Chabot, comte de Charny.

### Familles Riffaut
- En 1612, Pierre Riffault est seigneur de Château-Guillaume.
- François Riffaud, seigneur de Bouchaut à Saint-Pierre-de-Trimouille et de Château-Guillaume, épouse Louise de Fougières qui lui donne une seule fille :
- Françoise de Rifaud, dame héritière de Château-Guillaume, se marie le 16 février 1629 avec Jean de la Faire, seigneur de Vauzelle et de Mazières, fils de François et de Claude de La Châtre. Ils ont trois fils : Claude de La Faire, qui suit, Jacques et Pierre.

### Famille de La Faire
Château-Guillaume passe dans la famille de La Faire en 1692, date du mariage de
- Jacques de La Faire, fils de Claude de La Faire, seigneur de Bouchaud, et de Marie Simonnit, avec Marie-Louise de Roffignac, fille de Mondot, seigneur de La Salle et de Gabrielle de Leffe.
- François de La Faire, seigneur de Château-Guillaume, lieutenant au régiment de Gèvres-Cavalerie, a épousé Marthe de Boislinard, fille d'Honorat et d'Elisabeth de Béchillon qui lui donne deux fils dont :
- Pierre-François de La Faire, sieur de Château-Guillaume, marié en 1789 à La Trimouille avec Marie-Thaïs des Colards des Hommes.